# مجسمه عشق
مجسمه عشق (به تاجیکی: Муҷассамаи ишқ)، فیلم تاجیکی سال ۲۰۰۳ با کارگردانی امید میرزاشیرینوف و فیلمنامنویسی ابرار ظاهر، استحصال کینااستودیو تاجیکفیلم.

## داستان فیلم
داستان فیلم در باره پسری با نام نعمت قصه می‌کند، که پدر و مادر ندارد و در خانه امه‌اش صنم زندگی دارد. نعمت به زیبی، دختر از خودش چند سال بزرگتر عاشق می‌شود، اما زیبی با نامزد خودش، یک معلم ازدواج می‌کند. 
در همسایگی صنم پیرمردی با نام غفار خانه دارد، که او به صنم عاشق است و هر گاه گوسفندان نعمت به باغ او می‌درآیند، او گوسفندان را در حولیی‌اش محکم کرده عمّه نعمت، صنم را دعوت می‌کند و به یک ناز صنم گوسفندان را دوباره رها می‌سازد. 

## بازیگران فیلم
- نیکروز ممدشایوف - نیعمت
- ثوریگول قربانوا - سنم، عمّة نعمت
- عبیدالله رجبوف - بابای غفّار، همسایه صنم
- میسره ممدجاناوا - زیبی، دوستداشتة نعمت
- انابت محمدییوا - گولچیهر
- معراج‌الدین اسایف - مولّیم، نامزد زیبی
- تاجینیسا سعیدوا - مادر زیبی
- قیام‌الدین چقلاوف - پدر زیبی